# کامبورادنیا
کامبورادنیا (به لاتین: Kamburadeniya) یک منطقهٔ مسکونی در سری‌لانکا است که در استان مرکزی (سری‌لانکا) واقع شده‌است.